# Sapekhburto K'lubi Met'alurgi Rustavi 2012-2013
Questa voce raccoglie le informazioni riguardanti il Sapekhburto K'lubi Met'alurgi Rustavi nelle competizioni ufficiali della stagione 2012-2013.

## Stagione
Nella stagione 2012-2013 il Met'alurgi Rustavi ha disputato la Umaglesi Liga, massima serie del campionato georgiano di calcio, terminando il torneo al settimo posto con 44 punti conquistati in 32 giornate, frutto di 12 vittorie, 8 pareggi e 12 sconfitte. In Sakartvelos tasi è sceso in campo dal secondo turno, raggiungendo le semifinali del torneo dove è stato eliminato dalla Dinamo Tbilisi. In UEFA Europa League dopo aver eliminato al primo turno gli albanesi del Teuta, è stato eliminato al secondo turno preliminare dei cechi del Viktoria Plzeň.

## Rosa
| N. |                    | Ruolo | Calciatore             |
| -- | ------------------ | ----- | ---------------------- |
| 1  | Georgia (bandiera) | P     | Grigol Bediashvili     |
| 3  | Georgia (bandiera) | D     | Davit Sajaia           |
| 4  | Georgia (bandiera) | D     | Giorgi Ganugrava       |
| 5  | Georgia (bandiera) | D     | Anzor Sukhiashvili     |
| 6  | Georgia (bandiera) | C     | Zviad Lobjanidze       |
| 7  | Georgia (bandiera) | C     | Luka Razmadze          |
| 8  | Georgia (bandiera) | C     | Ivane Khabelashvili    |
| 9  | Georgia (bandiera) | C     | Roman Akhalkatsi       |
| 10 | Georgia (bandiera) | A     | Levan Korgalidze       |
| 12 | Georgia (bandiera) | P     | Zurab Batiashvili      |
| 13 | Georgia (bandiera) | P     | Giorgi Gavashelishvili |
| 14 | Georgia (bandiera) | D     | Lasha Japaridze        |
| 15 | Georgia (bandiera) | A     | Giorgi Kavtaradze      |
| 16 | Georgia (bandiera) | C     | Giorgi Otarishvili     |
| 17 | Georgia (bandiera) | A     | Irakli Sikharulidze    |
| 18 | Georgia (bandiera) | C     | Zurab Menteshashvili   |
| 20 | Georgia (bandiera) | D     | Mikheil Makhviladze    |

| N. |                    | Ruolo | Calciatore              |
| -- | ------------------ | ----- | ----------------------- |
| 21 | Georgia (bandiera) | P     | Mikheil Alavidze        |
| 22 | Georgia (bandiera) | C     | Giorgi Mikaberidze      |
| 24 | Georgia (bandiera) | D     | Lekso Intskirveli       |
| 33 | Georgia (bandiera) | A     | Gogi Pipia              |
| 99 | Georgia (bandiera) | C     | Revaz Getsadze          |
|    | Croazia (bandiera) | P     | Ivan Hosman             |
|    | Georgia (bandiera) | D     | Tornike Kakushadze      |
|    | Georgia (bandiera) | C     | Denis Dobrovolski       |
|    | Georgia (bandiera) | C     | Giorgi Gureshidze       |
|    | Georgia (bandiera) | C     | Iraklii Maisuradze      |
|    | Georgia (bandiera) | C     | Giorgi Tekturmanidze    |
|    | Georgia (bandiera) | A     | Davit Janelidze         |
|    | Georgia (bandiera) | A     | Giorgi Khidesheli       |
|    | Georgia (bandiera) | A     | Vakhtang K'varatskhelia |
|    | Georgia (bandiera) | A     | Dimit'ri T'at'anashvili |
|    | Georgia (bandiera) | C     | Dachi Tsnobiladze       |

## Risultati

### UEFA Europa League

#### Primo turno
| Arbitro: | Padraig Sutton |

|  |           |                                                           |
|  | Marcatori | 77’ Tatanashvili 84’ Getsadze 90+2’ (rig.) K'varatskhelia |

| Arbitro: | Vladimir Vnuk |

|                                                                           |           |                |
| Tekturmanidze 14’, 19’ Tatanashvili 37’, 69’ Getsadze 59’ Mikaberidze 73’ | Marcatori | 65’ Deliallisi |

#### Secondo turno preliminare
| Arbitro: | Emir Alecković |

|                  |           |                            |
| Tatanashvili 29’ | Marcatori | 14’, 59’ Horváth 32’ Kolář |

| Arbitro: | Espen Berntsen |

|                     |           |  |
| Ďuriš 7’ Darida 10’ | Marcatori |  |

## Statistiche

### Statistiche di squadra
| Competizione       | Punti | In casa | In casa | In casa | In casa | In casa | In casa | In trasferta | In trasferta | In trasferta | In trasferta | In trasferta | In trasferta | Totale | Totale | Totale | Totale | Totale | Totale | DR |
| Competizione       | Punti | G       | V       | N       | P       | Gf      | Gs      | G            | V            | N            | P            | Gf           | Gs           | G      | V      | N      | P      | Gf     | Gs     | DR |
| ------------------ | ----- | ------- | ------- | ------- | ------- | ------- | ------- | ------------ | ------------ | ------------ | ------------ | ------------ | ------------ | ------ | ------ | ------ | ------ | ------ | ------ | -- |
| Umaglesi Liga      | 44    | 16      | 6       | 4       | 6       | 15      | 18      | 16           | 6            | 4            | 6            | 14           | 17           | 32     | 12     | 8      | 12     | 29     | 35     | -6 |
| Sakartvelos tasi   | -     | 3       | 1       | 1       | 1       | 3       | 3       | 3            | 2            | 0            | 1            | 3            | 6            | 6      | 3      | 1      | 2      | 6      | 9      | -3 |
| UEFA Europa League | -     | 2       | 1       | 0       | 1       | 7       | 4       | 2            | 1            | 0            | 1            | 3            | 2            | 4      | 2      | 0      | 2      | 10     | 6      | +4 |
| Totale             | -     | 21      | 8       | 5       | 8       | 25      | 25      | 21           | 9            | 4            | 8            | 20           | 25           | 42     | 17     | 9      | 16     | 45     | 50     | -5 |